# Rachel Moret
Rachel Moret (* 23. November 1989 in Morges) ist eine Schweizer Tischtennisspielerin.

## Leben
Moret kam relativ spät zum Tischtennis. Im Alter von 13 Jahren nahm sie an einem Plauschturnier im Schwimmbad teil und gewann dieses Turnier. Der Siegespreis war eine gratis Jahresmitgliedschaft im örtlichen Tischtennisclub. Von da ging es nur noch nach oben.
Moret ist neunfache Schweizer Meisterin im Einzel sowie auch im Doppel und die aktuelle Nummer vier der Schweiz (Stand 8. September 2019) und steht im A-Kader der Schweizer Nationalmannschaft. Im März 2018 stand sie auf Platz 68 der Weltrangliste, was die beste Platzierung einer Schweizerin überhaupt war. Seit 2007 nahm sie an elf Weltmeisterschaften teil.
2021 qualifizierte sie sich über ihre Weltranglistenposition für die Teilnahme an den Olympischen Spielen in Tokio. Nach Tu Dai Yong, der 1996 an der OL teilnahm, ist die Schweiz zum zweiten Mal im Tischtennis bei Olympischen Spielen vertreten. In der ersten Runde besiegte sie die Brasilianerin Jessica Yamada. Überraschend gewann sie in der zweiten Runde gegen die zweimalige Europameisterin Georgina Póta aus Ungarn in vier Sätzen. In der dritten Runde traf sie auf die Weltranglisten-Erste und spätere Olympiasiegerin Chen Meng aus China und verlor klar in vier Sätzen.

## Turnierergebnisse
| Verband | Veranstaltung     | Jahr | Ort          | Land | Einzel   | Doppel       | Mixed    | Team |
| ------- | ----------------- | ---- | ------------ | ---- | -------- | ------------ | -------- | ---- |
| SUI     | Weltmeisterschaft | 2021 | Houston      | USA  | 1. Runde |              |          |      |
| SUI     | Olympische Spiele | 2021 | Tokio        | JAP  | 3. Runde |              |          |      |
| SUI     | Weltmeisterschaft | 2019 | Budapest     | UNG  |          | 2. Runde     | 1. Runde |      |
| SUI     | Weltmeisterschaft | 2018 | Halmstad     | SWE  |          |              |          | 33   |
| SUI     | Weltmeisterschaft | 2017 | Düsseldorf   | GER  | 1. Runde | 3. Runde     |          |      |
| SUI     | Weltmeisterschaft | 2016 | Kuala Lumpur | MAL  |          |              |          | 29   |
| SUI     | Weltmeisterschaft | 2015 | Suzhou       | CHN  | 1. Runde | 1. Runde     | 1. Runde |      |
| SUI     | Weltmeisterschaft | 2014 | Tokyo        | JAP  |          |              |          | 37   |
| SUI     | Weltmeisterschaft | 2013 | Paris        | FRA  | Qual.    | 1. Runde     | 2. Runde |      |
| SUI     | Weltmeisterschaft | 2012 | Dortmund     | GER  |          |              |          | 45   |
| SUI     | Weltmeisterschaft | 2010 | Moskau       | RUS  |          |              |          | 50   |
| SUI     | Weltmeisterschaft | 2007 | Zagreb       | HRV  | Qual     | keine Teiln. | Qual     |      |

## Erfolge
- 2023 Schweizer Meisterin Einzel, Schweizer Meisterin Doppel mit Fanny Doutaz, Schweizer Meisterin Mix mit Nicolas Champod
- 2020 Schweizer Meisterin Einzel, Schweizer Meisterin Doppel mit Rahel Aschwanden, Schweizer Meisterin Mixed mit Nicolas Champod
- 2019 Schweizer Meisterin Einzel, Schweizer Meisterin Doppel mit Rahel Aschwanden, Schweizer Meisterin Mixed mit Nicolas Champod
- 2018 Schweizer Meisterin Einzel, Schweizer Meisterin Mixed mit Nicolas Champod
- 2017 Schweizer Meisterin Einzel, Schweizer Meisterin Doppel mit Rahel Aschwanden
- 2016 Schweizer Meisterin Einzel, Schweizer Meisterin Doppel mit Rahel Aschwanden
- 2015 Vize Schweizer Meisterin Einzel, Schweizer Meisterin Doppel mit Rahel Aschwanden, Schweizer Meisterin  Mixed mit Nicola Mohler
- 2014 Schweizer Meisterin Einzel, Schweizer Meisterin Doppel mit Rahel Aschwanden, Schweizer Meisterin  Mixed mit Nicola Mohler
- 2013 Vize Schweizer Meisterin Einzel, Schweizer Meisterin Doppel mit Rahel Aschwanden, Schweizer Meisterin  Mixed mit Nicola Mohler
- 2012 Schweizer Meisterin Einzel, Schweizer Meisterin Doppel mit Rahel Aschwanden, Schweizer Meisterin  Mixed mit Nicola Mohler
- 2011 Schweizer Meisterin  Mixed mit Nicola Mohler
- 2009 Schweizer Meisterin Einzel